# The Mighty Boosh
The Mighty Boosh är en brittisk komedi som handlar om två vänner, vilka gör overkliga och magiska äventyr. Den har framförts som en serie av scenframträdanden, som en BBC-radioserie och som en BBC Three TV-serie. The Mighty Boosh skapades av Julian Barratt och Noel Fielding, vilka spelar Howard Moon respektive Vince Noir.
Titeln kommer från en kommentar Noel hörde en portugisisk vän säga om hans bror (Michael Fielding) ”När han var ung hade han riktigt lockigt hår och hans lille vän när han var fem brukade säga 'You've got a mighty bush!', [men hans accent fick ”bush” att låta som ”boosh”]. Jag tyckte det var kul, jag råkade bara höra dem säga det en gång och tänkte ”Mighty boosh, det är ganska coolt”. Vi ville inte vara Barratt och Fielding, det låter avskyvärt.” 
I The Mighty Boosh scenshow fanns det inga strama mallar att följa, men i radioserien och den första tv-serien var agerandet baserat runt ett zoo kallat Bob Fossil's Funworld (”Where fun, plus world, equals... Worldfun”) och senare The Zooniverse. Även om avsnitten jämt börjar och slutar i ovannämnda zoo, tenderar händelserna att lämna denna plats för mer bisarra scenerier, såsom den arktiska tundran och limbo. Den andra serien har en ännu mer frigjord grundhistoria, baserad runt en lägenhet i Dalston, och säsong tre utspelar sig i en butik ägd av Naboo (butiken har fått det fyndiga namnet Nabootique).
Säsong ett har sänts av SBS Australia, BBC America, och danska DR 2. I Sverige har säsong ett visats på Ztv. Säsong tre började visas på BBC3 den 15 november 2007.

## Stil
The Mighty Boosh är en komisk fantasi med många udda, osammanhängande och pop-kulturella referenser. Avsnitten innehåller ofta avancerade musikala nummer i en mängd genrer, bland annat electro (eller new romantic music), heavy metal, funk, och rap, såväl som många kortare sånger. Julian Barratt skriver musiken och sjunger den psykedeliska temasången, och Noel Fielding sjunger ofta seriens musik. Fielding designar också mycket av grafiken i showen. TV-serierna har många animerade scener, dockor och självklart billiga men imponerande specialeffekter. Fielding och Barratt gestaltar själva många av birollerna, vanligtvis förklädda på TV med kraftig makeup; Rich Fulcher tar på sig ansvaret för många av de andra rollerna i den första TV-serien men har spelat färre i den andra.
Dialogen följer ett manus men improvisation förekommer ofta. I den första serien börjar och slutar ofta TV-showen med att Vince och Howard adresserar publiken framför scendraperiet, tittaren luras att tro att Howard och Vince skrev showen själva. Den andra serien frångår detta format, istället startar den framför rollernas lägenhet. Till skillnad från radioserierna, vilka spelas som om ”verkliga”, så tycks karaktärerna på alla TV-serierna medvetna om att de är i en TV-show, och särskilt Vince bryter ofta den fjärde muren för att adressera publiken och kommentera vad som pågår.
Kontinuitet ges inte knappt någon fokus, till exempel i första avsnittet av radioserien tvingas Bob Fossil avsäga sig chefspositionen på seriens zoo och det döps om till ”Howard Moon's Fun World”, fastän han redan det efterkommande avsnittet, Jungle, har återfått sin titel.

## Karaktärer
Även om de olika versionerna av The Mighty Boosh har många återkommande karaktärer, så finns det en ”central rollsammansättning” som består av fem roller:

### Howard Moon
Howard Moon (Julian Barratt) är en av de två huvudrollerna i The Mighty Boosh. Han är irriterad och stel, och påstår sig vara en professionell musiker, skådespelare, poet, författare och fotograf. Fastän han tror på sin förmåga misslyckas han oftast med dessa försök.

### Vince Noir
Vince Noir (Noel Fielding) är den andra huvudrollen. Till skillnad från Howard är han avslappnad, omtyckt av resten av karaktärerna och ägnar mycket tid, ansträngning åt sitt utseende, som han är mycket stolt över. Han favoritdrag är uppenbarligen hans hår och han är också väldigt modemedveten. 

### Dixon Bainbridge
Spelad av Matt Berry, framträder Bainbridge endast i serie ett som ägaren av Zooniverse. Hans främsta drag är hans ”silver horse shoe”-mustasch, vilken räddar honom från ett antal farliga situationer tack vare dess konserverande sammansättning och generösa förvaring av en pistol. Hans intressen inkluderar att slå ner den beundrande Bob Fossil och han anser att Kit Kats är en form av valuta.

### Bob Fossil
Bob Fossil (Rich Fulcher) är den tjurige, excentriske ägaren av Bob Fossil's Funworld i radioserien och högste zoo-skötaren i The Zooniverse i TV-serien (med Dixon Bainbridge som ägaren). Han är kär i Vince och Bainbridge och det är mycket troligt att han är efterbliven. Han känner inte till ett enda korrekt namn på djuren och omnämner dem med obskyra referenser. Till exempel kallar han en björn (ett ord vilket Fossil anser vara en latinsk term) för ”the russian carpet guy” och en orm som en ”windy man” eller ”long mover”.

### Bollo
Bollo (Peter Elliott i säsong ett, Dave Brown i säsong ett, två och i radioserien) är en gorilla som lämnar seriens zoo för att bli en DJ och bo i en lägenhet med Howard, Vince och Naboo. Han är lik Naboo då han ofta förutser problem, men till skillnad från den senare lyckas han sällan förutspå något annat korrekt.

### Naboo
Naboo (Michael Fielding) är en shaman som jobbar i Zooniverses kiosk. Han bor med Howard, Vince och Bollo i en lägenhet i London, även om han ursprungligen kommer från planeten Xooberon. Han misstogs för planetens främsta krigare, Bannoo, och skickades från sin hemplanet till jorden för att skydda en amulett från stöld.

### Old Gregg
Old gregg spelad av Noel Fielding uppenbarade sig för första gången i avsnittet "The Legend of Old Gregg". Namnet på karaktären är taget från en incident då en av Julian Barratt och Noel Fieldings vänner hörde någon på en festival, mitt i natten, skrika "I'm Old Gregg!" Old Gregg är enligt uppgifter "a transsexual merman" som ofta pratar om sin "mangina", som utger ett bländande ljus. Han bor i en grotta under sjön i en by kallad Black Lake. Old Gregg är väldigt förtjust i Bailey's Irish Cream, och även att måla med vattenfärger. Han äger "The Funk", en utomjordisk varelse täckt med spenar, som avsöndrar just Funk. Old Gregg är kär i Howard, även om Howard inte känner riktigt samma sak. Han sjunger en sång tillsammans med Howard som heter "Love Games", som gestaltar Old Greggs besatthet av Howard, och så även Howards avståndstagande gentemot Old Gregg. Old Gregg friar senare till Howard. Old Gregg kommer tillbaka 2006, denna gången i en av Mighty Boosh's liveshower, efter att ha skickat sig själv i ett paket till Howard. De sjunger Love Games och senare blir de påkomna med att kyssas. Sista gången Old Gregg uppenbarar sig är i en borttagen scen i avsnittet "Party" från 2007, förklädd till en kvinna som är uppenbart intresserad av Howard.

## Återkommande teman
- Vince och Howard, som, i den första serien, faktiskt agerar som rollerna själva spelar zooskötarna i showen, anstränger sig lite för att dölja att The Mighty Boosh är en produktion med en kontrollerad budget (även om budgeten inte är obetydlig). Till exempel, i Bollo, när Howard uppenbarligen spökar för Vince:

“Vince: Är du verkligen ett spöke? Det är genialt... [knuffar Howard hårt på bröstkorgen]
Howard: Vad gör du?
Vince: Förlåt, jag trodde jag kunde stoppa min hand genom dig.
Howard: Nej, vi spenderade all budget på ditt hår, minns du inte det?
Vince: Förlåt för det. [flinar åt kameran] Det ser bra ut dock.	”
- Mycket av konstverken skapade av Noel Fielding för serierna framhåller Polo mints i någon sorts form. I det introducerande temat, till exempel, återfinns logon i ett fält med flera snurrande polos i bakgrunden. Dessutom, i Bollo, tycks dödsapan och hans undersåtar bära stora polos som en del av deras utstyrsel. ”The Hitcher”, en komisk cockney, med en stor tumme och skicklig med knivar, agerar antagonist gentemot huvudkaraktären, och han är också porträtterad med en polo framför sitt vänsteröga. I Electro bär Vince, över sina byxor, svarta underkläder täckta med polos medan han uppträder i sitt nya band.

- Både Vince och Howard har getts mycket distinkta musikaliska preferenser, framförallt Howard, vilken känner stolthet över att vara en multiinstrumentalist med en passion för jazz från sin ungdom. Detta kontrasterar med Vinces tycke för mer nutida, men ändå genrer som var stora innan 1990-talet, såsom elektronisk eller rockbaserad musik, särskilt Gary Numan. Han ska synbarligen ha konverterat många av djuren till fans av denna musiker. Ungdomssubkulturer associerade med dessa musikstilar omnämns också, genom att de två huvudrollerna ofta försöker placera dem själva inom viss stereotyper (gothare, mod, rockare, etc), ibland för att attrahera personer från det motsatta könet.

- Mrs. Gideon (spelad av Victoria Wicks) är mittpunkten i Howards misslyckade kärleksliv. Hur mycket han än försöker, tycks Vince alltid få betydligt mer uppmärksamhet och igenkännande än han. Detta når ett klimax när Mrs. Gideon, efter att han återtagit hennes prisbelönta pytonorm Tony, inte kommer ihåg Howards namn, fastän han har arbetat där ”i 10 år”. Till sist håller Vince upp en enorm kartongplakat där "HOWARD" står skrivet för att hjälpa henne minnas. Detta tema återfinns bara i denna första serien.

- Showen har ett antal särskilt minnesvärda tilldragelser där orörliga objekt i en scen har ersatts av en person som är utklädd till saken i fråga. En biroll påbörjar en vits genom att be Howard and Vince ”gather round” eller ”come closer” för att informera dem om något, vanligtvis en historia som är kritisk till handlingen. Ibland blir en skådespelare som är utklädd till ett objekt tillsagd, till exempel i den första serien när elden ombes försvinna med orden ”Not you, Fire”, eller som i den andra serien när Vince och Howard blir tillsagda av konstnären i fiskebyn att ”gather around” medan naanbrödet får höra ”Not you Naanbread!”. Kännetecknande skämt som dessa, även om de uppträder sporadiskt, har bidragit nämnvärt till showens kultstatus, och är favoriter hos fans på showens olika liveföreställningar. Det liknar också användandet av dockor i The Young Ones.

- Vince har ibland hjälpt en biroll på ett eller annat sätt och de visade sin tacksamhet genom att ge honom ett horn som han kan blåsa i när han är i fara. Närhelst han gör det är de dock upptagna på något konstigt sätt. Till exempel masturberar ”Sandstorm” till bilder från DIY tidningar i avsnittet i serie 2 kallad ”The Fountain of Youth”, när Vince kallar på honom med sitt horn. I första serien i avsnittet ”The Hitcher”, kan inte Bryan Ferry höra hans signalhorn eftersom han dammsuger.

- Vince antas ofta vara en kvinna på grund av sitt något androgyna utseende. Dixon talar om paret som ”Howard Moon och hans fula flickvän” och Kodiak Jack kallar Vince en ”ung, giftasmogen prinsessa”, medan Ape Of Death tror att Vince är Howards fru.

- Howard misstas ofta för Vinces far. I live scenshowen öppnar Vince ett brev från ett fan där det står ”Käre Vince, Jag tycker du är så lysande och briljant och ditt hår är så stort och högt och jag gillar verkligen dig. En sak bara, varför måste du ha med din pappa i showen?” Dessutom, i den andra serien av TV showerna visas ett klipp där Vince och Howard är skolbarn som sitter i klassrummet. Vince tycks där vara 10 år och Howard ser fortfarande ut att vara i 40-årsåldern, vilket tvingar Howard att svara med sitt sedvanliga påstående: ”Vi är lika gamla!” . I avsnittet "Party" från säsong tre firas Howards födelsedag, och Vince frågar: "Hur gammal är du förresten?", och Howard svarar irriterat "Jag är trettiotvå! ... Tio år äldre än dig...", varpå både Howard och Vince utbyter blickar med tittaren, vilket får en att förstå att de kanske inte är helt sanningsenliga i vad de säger.

- När än han är i livsfara säger Howard ofta: ”Döda mig inte, jag har så mycket att ge!”. I samma situation säger rollerna som Rich Fulcher spelar ofta ”Lite till vänster.”

## Historia

### The Mighty Boosh
Fielding och Barratt kom på idén till The Mighty Boosh medan de arbetade på Stewart Lees Edinburgh show King Dong vs. Moby Dick där de spelade en enorm penis respektive en val.
Barratt och Fielding tog med The Mighty Boosh till Edinburgh Festival 1998, och rekryterade komikern Rich Fulcher, som paret mött när de arbetade på en television serie kallad Unnatural Acts. Showen vann Perrier Award för ”Best Newcomer”. Under deras tid vid The Hen and Chickens Theatre i norra London det efterkommande året byggde de upp en kult kring showen och introducerade nya rollfigurer samtidigt som de utvecklade de gamla. 

### Arctic Boosh
1999 återvände de till Edinburgh Festival med en ny show, Arctic Boosh, vilken sålde ut varje kväll och nominerades till en Perrier Award. Det var första gången Dave Brown medverkade i en Boosh-show och han spelade där en rad olika personligheter, samtidigt som han koreograferade och filmade.

### Autoboosh
2000, medan de framförde sin tredje scenshow Autoboosh vid Melbourne International Comedy Festival, vann de festivalens Barry Humphries Award. Noels bror Michael och hans vän Pete (som arbetade i Dixons) följde också med på resan, men det slutade med att han anslöt sig till resten av skådespelarna på scen varje kväll. Efter det blev han en permanent deltagare.

### The Mighty Boosh
The Boosh turnerade igen 2006. Den huvudsakliga historien, “The Ruby of Kukundu” (Kukundus rubin), i vilken Howard och Vince reser till Arktis respektive Spanien, för att finna den mystiska sten som kan återställa Naboos liv, efter att han mördats av “The Hitcher”, fokuserar mycket på det välkända tundrasceneriet som tidigare använts i ett pilotavsnitt på TV, i både TV- och radioserierna, och i Edinburghshowen Arctic Boosh.

### Radioserier
The Boosh skrev kontrakt med BBC kort efter framgången med Autoboosh och i oktober 2001 sändes The Mighty Boosh radio serier, producerade av Danny Wallace, på BBC London Live, sedan BBC Radio 4 , och senare BBC 7.

### Televisionsserier

#### Avsnittslista
Liksom många andra framgångsrika brittiska komedier såsom Dead Ringers, Goodness Gracious Me och Little Britain, gjorde The Mighty Boosh övergången från radio till TV år 2004, när en åtta avsnitt lång TV-serie, också kallad The Mighty Boosh, beställdes av BBC. Den regisserades av Paul King och producerades av Baby Cow Productions. Pilotavsnittet regisserades av Steve Bendelack, och en stor del av pilotavsnittet användes i den slutgiltiga serien, i avsnittet Tundra.
Serie 1 av TV-versionen av The Mighty Boosh byggde vidare på radioserierna. Den sändes första gången på BBC Three den 18 maj 2004 och från den 9 november visades den också på BBC Two, fastän i en annan ordning och något censurerad (censuren var dock inte helt felfri: i ett fall blev ett ord som tagits bort från ljudet fullt synligt skrivet på Howards rygg några sekunder senare). En andra serie visades på BBC Three från och med den 26 juli 2005, om än med en mindre budget. Båda serierna har dessutom släppts på DVD.
De båda sa också till Steve Jones att de ville kalla serie 3 för “series 4”, så att framtida generationer skulle undra var den tredje serien fanns.

#### Serie 3
Den 27 mars 2007, mottog prenumeranter på The Mighty Booshs officiella hemsida ett e-mail med beskedet att en ny serie var på gång. E-mailet delgav fansen att serien för tillfället var i manusstadiet och att filmandet skulle påbörjas i maj, och troligtvis sändas senare samma år. Dessutom berättade e-mailet att den tredje serien kommer “utspela sig i en affär och involvera magiska ålar, flygande tänder och en mockasin kallad Stephen.” Förutom detta informerades det om att en ny TV-serie planerades. De beskrev den som att vara litegrann som The Boosh, men med en annan vinkling, och att detta skulle efterföljas av en nationell turné 2008.

## Kuriosa
- I radio- och TV-serierna är valutan som används Euro, trots att serien utspelar sig i Storbritannien, där Pound sterling egentligen är i bruk.
- Showen anger komikerna Steve Coogan och Henry Normal, ägaren producentföretaget Baby Cow Productions, som administrativa producenter.
- Fieldings föräldrar var delaktiga i TV-serien. Noels mamma spelade en häxa i shamanernas råd, tillsammans med Barratts far som gestaltade en annan rådsmedlem, medan Noels far spelade Chris de Burgh.
- Noels 6 år gamla kusin, som spelar Kirk, var också en del av Shamanrådet och beskrivs av Saboo som “en erotisk äventyrare av den mest förvildade sorten”. Denna replik var en improvisation av Richard Ayoade som agerar som Saboo. I kommentaren till DVD:n säger Noel Fielding stolt att hans kusins gensvar till repliken var positiv, och att han tror sig ha skapat en ”luvvie”, eftersom barnet nu har gått med i en dramaklubb.
- I det första avsnittet av serie ett (“Killeroo”), spelas den inledande delen till Dies Irae från Mozarts Requiem när Howard verkar förlora boxningsmatchen.
- The Mighty Boosh vann “Bästa TV-show” vid Shockwaves NME Awards 2007
- Den officiella fanklubbens medlemmar är kända som “Modwolves”, vilket är en referens till roller från “Jungle”-avsnittet i den första serien.
- The Mighty Boosh 2006 Tour vann 2007 ett "Chortle Award" för "Best full-length show".